# Plectromerus josephi
Plectromerus josephi là một loài bọ cánh cứng trong họ Cerambycidae.